# جنون دزدی

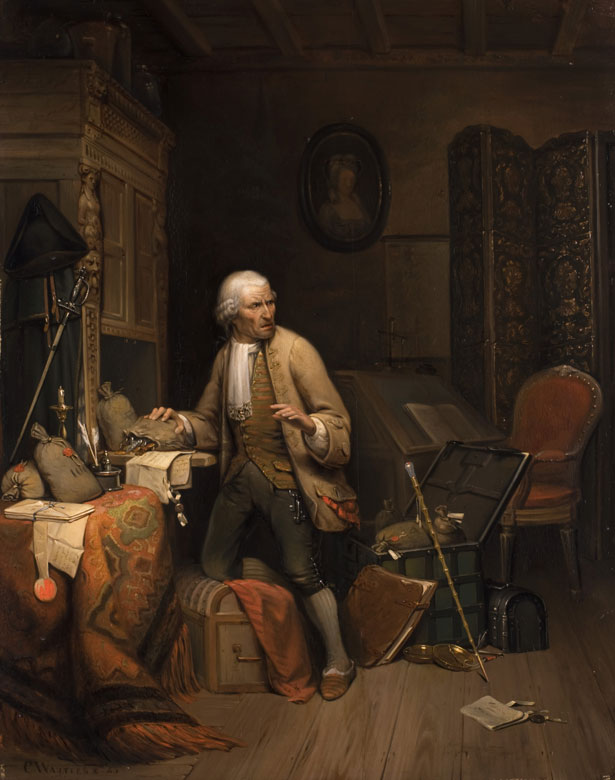
خدمتکار به عنوان دزد، نقاشی رنگ روغن، نقاشی سال ۱۸۴۵

جنون دزدی یا کلپتومِینیا (انگلیسی: Kleptomania) میل غیرقابل مقاومت برای دزدیدن وسایل کم ارزش است. افراد مبتلا به این اختلال به دنبال دزدیدن اشیا نه چندان ارزشمند مانند خودکار، گیرهٔ کاغذ، چسب و نظیر آن‌ها هستند. جنون دزدی برای نخستین بار در ایالات متحده به عنوان یک اختلال روانی شناخته شد. افراد مبتلا به جنون دزدی ممکن است دچار اختلالات دیگری نظیر همایندی مرضی، اختلال شخصیت اسکیزویید و اختلال شخصیت مرزی نیز باشند. جنون دزدی می‌تواند بعد از ضربه به مغز یا مسمومیت به کربن مونوکسید به وجود آید.

## معرفی
افراد مبتلا به این اختلال با میل مداوم به دزدی تحریک می‌شوند. برخلاف افرادی که از فروشگاه‌ها دزدی می‌کنند با دزدیدن آن‌ها واقعاً نمی‌خواهند شیئی را داشته باشند، و ارزش مالی چیزی که می‌دزدند برای آن‌ها اهمیت ندارد، بلکه جویای برانگیختگی از عمل دزدی هستند. با وجود هیجانی که افراد مبتلا به دزدی بیمارگون از عمل دزدی احساس می‌کنند، ترجیح می‌دهند که برای این رفتار تحریک نشوند و احساس می‌کنند که میل آن‌ها ناخوشایند، ناخواسته و بی‌معنی است. چون واقعاً آن‌ها اقلامی را که می‌دزدند نیاز ندارند یا آن‌ها را نمی‌خواهند یا حتی دور می‌اندازند.

## تشخیص
برای اینکه فرد مورد تشخیص دزدی بیمارگون قرار بگیرد، متخصصان بالینی نمی‌توانند دزدی وی را با اختلالات شخصیت ضد اجتماعی، اختلال سلوک یا اختلال دوقطبی بهتر توجیه کنند.

## عوارض
دزدی بیمارگونه عوارض قابل ملاحظه ای برای زندگی فرد دارد که کمترین آن‌ها ترسِ از دستگیر شدن است.

## شیوع
افراد مبتلا به دزدی بیمارگونه، احتمالاً میزان شیوع بالای اختلالات افسردگی همزمان ۴۳ درصد، اختلالات اضطرابی ۲۵ درصد، اختلال کنترل تکانه ۴۲ درصد، و سوءمصرف مواد ۱۸ درصد داشتند.
افراد مبتلا می‌گویند نیاز دارند رفتار به‌طور فزاینده ای مخاطره آمیز تر انجام دهند تا ارضای یکسانی تجربه کنند. و نشانه‌های مشابه با ترک را تجربه می‌کنند که به موجب آن مابین دوره‌ها دچار بی خوابی، بی‌قراری و تحریک پذیری می‌شوند.